# Джон де Ланси
Джон Шерууд де Ланси (на английски: John Sherwood de Lancie) е американски актьор, режисьор, продуцент и сценарист. Известен е най-вече с ролите си в Стар Трек: Следващото поколение (1987 – 1994) и Малкото пони: Приятелството е магия (2010 – 2019).
Участва в няколко телевизионни сериала, сред които Старгейт (2001 – 2002) и В обувките на Сатаната (2009 – 2010).
Захваща се с актьорското майсторство по препоръка на свой учител, който му препоръчва това занимание като начин за справяне с дислексията, която силно затруднява учението му.

## Частична филмография
- Зомби Хамлет (2012)
- Геймър (2009)
- Огън в кръвта: Високо напрежение (2009)
- Патология (2008)
- Ловецът на хвърчила (2007)
- Любовта в мен (2007)
- Добър съвет (2001)
- Жена на върха (2000)
- Спасяването на редник Райън (1998)
- Мултиплициране (1996)
- Безстрашен (1993)
- Ръката, която люлее люлката (1992)
- Кралят на рибарите (1991)
- Лошо влияние (1990)
- Чудото с Кати Милър (1981)
- Влюбени двойки (1980)